# Brachionostylum pullei
Brachionostylum pullei là một loài thực vật có hoa trong họ Cúc. Loài này được Mattf. mô tả khoa học đầu tiên năm 1932. Chúng là loài đặc hữu của New Guinea.